# Liste sorbischer Komponisten klassischer Musik
Sorbische Komponisten klassischer Musik sind oder waren:
- Carl Ernst Becker (1822–1902)
- Bartholomäus Bräunig (15./16. Jahrhundert)
- Dieter Brauer (1935–2009)
- Jan Bulank (1931–2002)
- Helmut Byrgaŕ (* 1922)
- Jan Cyž (* 1955)
- Jan Cyž-Hostak (1923–1944)
- Marhata Cyžec (* 1952)
- Karl Erdmann-Zier (1765–1823)
- Arnošt Frencl (1824–1895)
- Jan Arnošt Frejšlag (1869–1951)
- Maks Gólaš (1894–?)
- Alfons Janze (1933–1989)
- Rudolf Jenč (1903–1979)
- Kurt Karnawka (1866–1944)
- Jan Kilian (1811–1884)
- Detlef Kobjela (1944–2018)
- Korla Awgust Kocor (1822–1904)
- Jan Křesćan Koernig (1791–1858)
- Bjarnat Krawc (1861–1948)
- Jan Krygaŕ (1598–1662)
- Křesćan Kulman (1805–1869)
- Juro Mětšk (1954–2022)
- Handrij Michałk (18./19. Jahrhundert)
- Alois Nawka (* 1949)
- Michał Nawka (1885–1968)
- Beno Njekela (1934–1998)
- Dieter Nowka (1924–1998)
- Jan Paul Nagel (1934–1997)
- Gerat Pawlik (1896–1966)
- Jurij Pilk (1858–1926)
- Ulrich Pogoda (* 1954)
- Jurij Rak (1740–1799)
- Jan Rawp (1928–2007)
- Mato Rizo (1847–1931)
- Hinc Roj (1927–2019)
- Leopold Schefer (1784–1862)
- Jurij Słodeńk (1873–1945)
- Abraham Škoda (1566–1626)
- Jurij Šołta (1886–1971)
- Gerat Šołta (* 1935)
- Jan Thiemann (* 1943)
- Michał Jan Wałda (1721–1794)
- Jurij Winar (1909–1991)
- Julius Eduard Wjelan (1817–1892)
- Jan Korla Wolf (1808–1878)
- Hermann Worch (1882–1964)
- Korla Gustaw Wowčerk (1863–1945)